# Senometopia excisa
Senometopia excisa là một loài ruồi trong họ Tachinidae.